# لاتین رنسانس
لاتین رنسانس نامی است که به سبک متمایزی از لاتین در طول رنسانس اروپا در قرن چهاردهم تا پانزدهم، به ویژه توسط جنبش اومانیسم رنسانس، داده می‌شود.